# Lac de la Gileppe
Le lac de la Gileppe est un lac de retenue situé en haute Ardenne, aux portes du plateau des Hautes Fagnes, à quelques kilomètres à l'est de l'ancienne cité lainière de Verviers (Belgique).
Le barrage de la Gileppe fut dessiné par le baron Théophile de Jamblinne de Meux et fut construit, dès 1867, afin de répondre aux besoins de l'industrie lainière florissante à l'époque dans la région. Le lac de la Gileppe est donc l'un des plus anciens lacs artificiels d'Europe. 
Implanté au cœur de la vaste forêt de l'Hertogenwald, le barrage actuel couvre une superficie de 130 hectares et possède une capacité de 26,4 millions de mètres cubes.
Une tour panoramique, haute de 78 m, abritant des informations sur le site et un restaurant à son sommet, offre une vue imprenable sur le lac et toute la région.

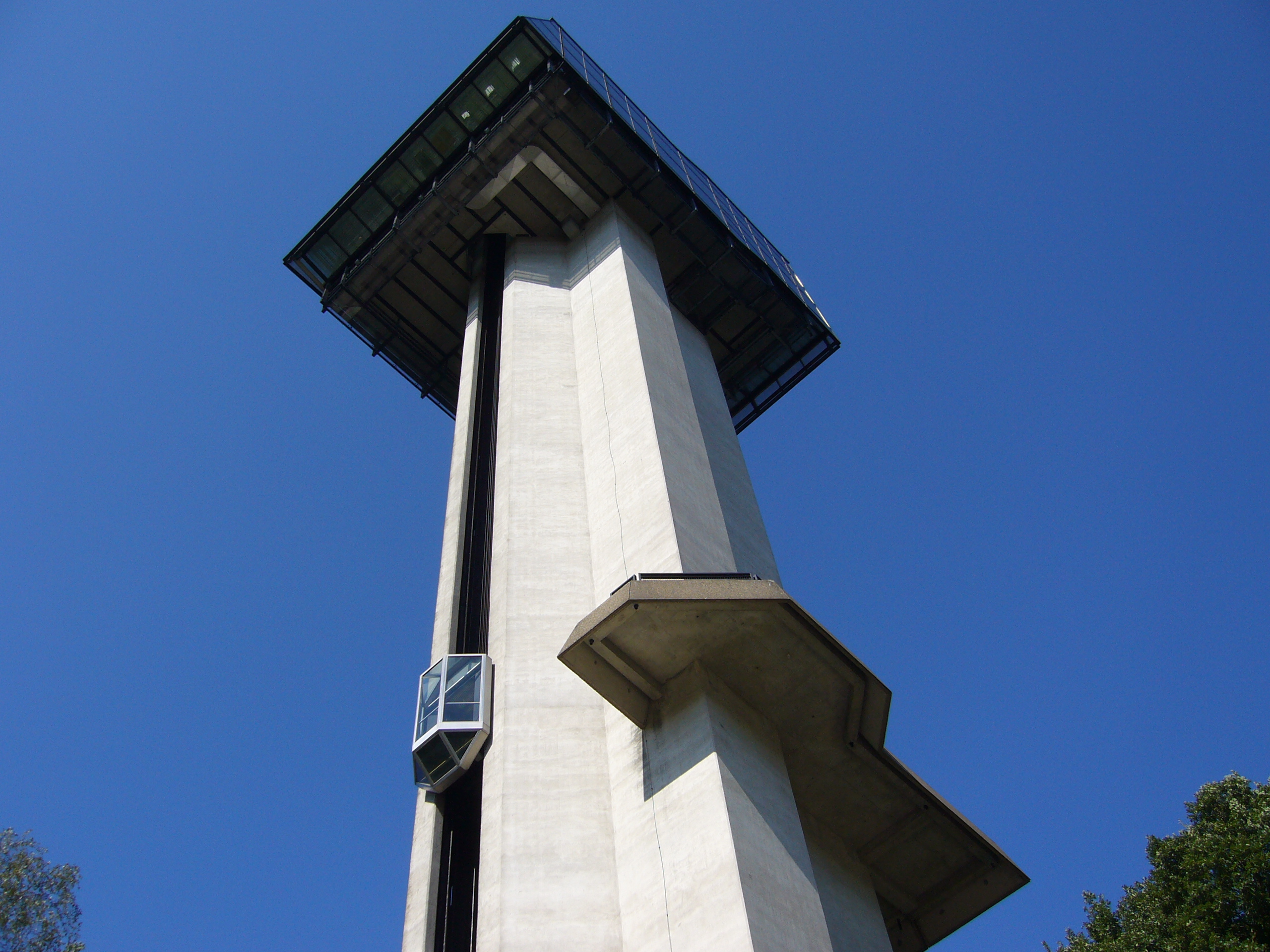
La tour panoramique